# Valentina Gounina
Valentina Evguenievna Gounina (en russe : Гунина, Валентина Евгеньевна, en anglais : Valentina Gunina) est une joueuse d'échecs russe née le 4 février 1989 à Mourmansk, cinq fois championne de Russie féminine et double championne du monde de blitz chez les femmes.

## Biographie et carrière

### Championne de Russie
Grand maître international depuis 2013, Valentina Gounina a remporté la super finale du championnat de Russie à cinq reprises (en 2011, 2013, 2014, 2021 et 2022).

### Championne du monde de blitz
Valentina Gounina remporte le Championnat du monde de blitz féminin en 2012[réf. souhaitée] et 2023. Elle remporte la médaille d'argent en 2017 et 2017, et la médaille de bronze en 2021.

### Championne d'Europe
Elle gagna le championnat d'Europe individuel trois fois (en 2012, 2014 et 2018).

### Compétitions par équipe
Lors de l'olympiade d'échecs de 2012 et de l'olympiade d'échecs de 2014, elle a remporté la médaille d'or par équipe ainsi que la médaille d'or individuelle au deuxième échiquier en 2014.
Au 1er décembre 2014, Valentina Gounina est la dixième joueuse mondiale avec un classement Elo de 2 522 points.

### Championnats du monde
| Année | Lieu                    | Résultat                                                        | Ultime adversaire                                               | Adversaires battues                                                        |
| ----- | ----------------------- | --------------------------------------------------------------- | --------------------------------------------------------------- | -------------------------------------------------------------------------- |
| 2012  | Khanty-Mansiïsk, Russie | deuxième tour                                                   | Alissa Galliamova                                               | Gu Xiaobing                                                                |
| 2015  | Sotchi                  | troisième tour (huitième de finale)                             | Pia Cramling                                                    | Camilla Baginskaite, Olga Guiria                                           |
| 2017  | Téhéran                 | deuxième tour                                                   | Ni Shiqun                                                       | Viktorija Ni                                                               |
| 2018  | Khanty-Mansiïsk         | troisième tour (huitième de finale)                             | Gulrukhbegim Tokhirjonova                                       | Ingrid Aliaga Fernández Anna Ushenina                                      |
| 2019  | Kazan, Russie           | 8e et dernière du tournoi des candidates avec 5,5 points sur 14 | 8e et dernière du tournoi des candidates avec 5,5 points sur 14 | Mariya Mouzytchouk                                                         |
| 2021  | Sotchi (coupe du monde) | quart de finale                                                 | Alexandra Kosteniouk                                            | Jesse February Irine Kharisma Sukandar Harika Dronavalli Nino Batsiachvili |